# Chouxia mollis
Chouxia mollis är en kinesträdsväxtart som beskrevs av F. G. Schatz, Gereau & Lowry. Chouxia mollis ingår i släktet Chouxia och familjen kinesträdsväxter. Inga underarter finns listade i Catalogue of Life.